# E0102
E0102是一個位於小麥哲倫星系的超新星殘骸。形成該遺骸的超新星爆炸可能發生於超過1000年前，並且當時在南半球肉眼可見。E0102的外觀最佳解釋模型則是噴發物是幾乎兩端相對的圓柱體。這個模型則認為產生E0102的超新星可能是不對稱爆炸，並且在爆炸後立即將形成的中子星彈出。另一種可能性是，超新星發生時受到爆炸前恆星從赤道噴出形成的盤狀物質限制。這樣的不對稱狀態已經在由低質量紅巨星形成的行星狀星雲中發現。而這個超新星殘骸就由爆炸時外層衝擊波物質和較低溫物質組成的內部環狀區域構成，內部的環狀區域可能在爆炸時被反彈入噴發物的衝擊波加熱而擴大其範圍。